# دژ بوکهانسان
دژ بوکهانسان‌ (کره‌ای: 북한산성؛ به معنای دژ کوه‌های شمال هان) دژی است که در استان گیونگ‌گی و سئول، کره جنوبی قرار دارد و به دوران میانه پادشاهی چوسان تعلق دارد. ساخت قلعهٔ فعلی در سال ۱۷۱۱ تکمیل شد، اما طرح‌های آن به سال ۱۶۵۹ بازمی‌گردد. این نام همچنین به دژی اطلاق می‌شود که در سامگوک ساگی ذکر شده و توسط گه‌رو از پادشاهی بکجه در سال ۱۳۲ میلادی ساخته شده است. این دو دژ اغلب با هم اشتباه گرفته می‌شوند، هرچند ارتباط آن‌ها مورد مناقشه است.